# Нововладимировка (Скадовский район)
Нововладимировка (укр. Нововолодимирівка) — село в Долматовской сельской общине Скадовского района Херсонской области Украины.
Почтовый индекс — 75660. Телефонный код — 5539. Код КОАТУУ — 6522383901.

## Население
Население по переписи 2001 года составляло 1046 человек.

### Языковой состав
Родной язык населения по данным переписи 2001 года:
| Язык       | Численность, чел. | Доля     |
| ---------- | ----------------- | -------- |
| Украинский | 909               | 86,90 %  |
| Русский    | 72                | 6,88 %   |
| Армянский  | 44                | 4,21 %   |
| Молдавский | 11                | 1,05 %   |
| Другое     | 10                | 0,96 %   |
| Итого      | 1 046             | 100,00 % |

## Местный совет
75660, Херсонская обл., Голопристанский р-н, с. Нововладимировка, ул. Ленина